# Colossendeis tenuipedis
Colossendeis tenuipedis is een zeespin uit de familie Colossendeidae. De soort behoort tot het geslacht Colossendeis. Colossendeis tenuipedis werd in 1993 voor het eerst wetenschappelijk beschreven door Pushkin. 